# Zanjīlābād
Zanjīlābād (persiska: زنجيل آباد, زنجل آباد, Zanjolābād) är en ort i Iran.   Den ligger i provinsen Östazarbaijan, i den nordvästra delen av landet, 500 km nordväst om huvudstaden Teheran. Zanjīlābād ligger 1 586 meter över havet och antalet invånare är 122.
Terrängen runt Zanjīlābād är huvudsakligen en högslätt. Zanjīlābād ligger nere i en dal. Runt Zanjīlābād är det ganska tätbefolkat, med 62 invånare per kvadratkilometer. Närmaste större samhälle är Kolvānaq, 15,4 km nordväst om Zanjīlābād. Trakten runt Zanjīlābād består i huvudsak av gräsmarker.